# Pristaniška ulica, Maribor
Najstarejše ime Pristaniške ulice je Trenckh Gasse. Stala je pred Koroškimi mestnimi vrati ter povezovala Koroško cesto z Dravo leta 1533.V 18. stoletju se je uveljavilo novo ime Lend Gasse, leta 1919 so ime poslovenili v Pristaniška ulica. Ulico so spet poimenovali po nemški okupaciji leta 1941 v Lend Gasse. Na koncu so ji povrnili slovensko ime leta 1945 v Pristaniško ulico .Ulica je dobila ime zato, ker je vodila do dravskega pristanišča, kjer so vse od srednjega veka do začetka 2. svetovne vojne pristajali splavi in šajke. Pred ureditvijo današnjega Vodnikovega trga leta 1900 je ulica vodila vse do Koroške ceste.